# 舒祿
舒禄（？—？），又作舒鲁，字藜阁，号乙亭，舒舒觉罗氏，满洲镶红旗人。雍正己酉举人，乾隆乙丑进士。
后任翰林院庶吉士，官主事。

## 家族
- 六世祖：密雅克达。

- 五世祖：不详。

- 高祖父：尼雅哈，原任前锋校。

- 祖父辈：费雅哈原任谕德，佛保原任典仪，八十六原任前锋校，萨齐库原任协领，桑济纳原任护军校。

- 父辈：舒山原任郎中，佛山原任主事，布达理原任佐领，存柱原任包衣大，阿哈达、色尔德俱原任笔帖式，众神保原任骁骑校，齐德理现任协领，费雅山、福海俱现任郎中。

- 同辈：察钮原任护军校；俄什图原任笔帖式；福隆阿现任三等护卫；布库，乾隆丙辰科举人。[2]

- 侄子辈：德住原任笔帖式，成格德现任头等侍卫。[3]